# Circulación portal hepática

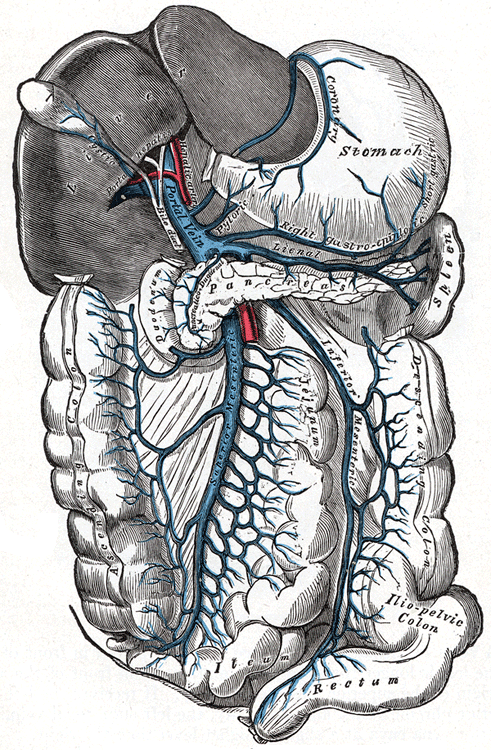
Diagrama mostrando la vena porta hepática y su territorio.

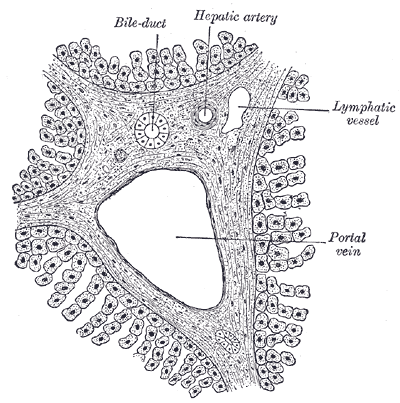
Preparación microscópica de una sección transversal de una pequeña rama de la vena portal
dentro del hígado (amplificación x250).

El término circulación portal hepática se refiere al flujo de sangre venosa desde los órganos gastrointestinales y del bazo al hígado antes de regresar al corazón. Durante la fase de absorción, la vena porta es enriquecida con sustancias que se absorben del aparato digestivo. El hígado vigila estas sustancias antes de que pasen a la circulación general.
La sangre entra al hígado por dos caminos, la arteria hepática que provee sangre oxigenada y la vena porta que transporta sangre desoxigenada pero rica en nutrientes del aparato digestivo, el bazo, el páncreas.
Dentro del hígado, ambos tipos de sangre se mezclan y después de ser filtrada por los sinusoides hepáticos, abandona el hígado a través de las venas hepáticas.
En términos médicos la referencia circulación portal corresponde a un circuito circulatorio que se encuentra entre (comunica) dos plexos , ya sean venosos o arteriales.

## Estructura
Las venas grandes que se consideran parte del sistema venoso portal son:
- Vena porta hepática
- Vena esplénica
- Vena mesentérica superior
- Vena mesentérica inferior

La vena mesentérica superior y la vena esplénica se unen para formar la vena porta hepática real. La vena mesentérica inferior se conecta en la mayoría de las personas en la vena esplénica, pero en algunas personas se sabe que se conecta en la vena porta o en la vena mesentérica superior .
Aproximadamente, el sistema venoso portal corresponde a áreas irrigadas por el tronco celíaco, la arteria mesentérica superior y la arteria mesentérica inferior .